# Spirobrachia grandis
Spirobrachia grandis är en ringmaskart som beskrevs av Ivanov 1952. Spirobrachia grandis ingår i släktet Spirobrachia och familjen skäggmaskar. Inga underarter finns listade i Catalogue of Life.